# Hypnotize Minds
Hypnotize Minds — американський звукозаписний лейбл, створений DJ Paul і Juicy J з Three 6 Mafia в 1997 році в Мемфісі, Теннессі. Лейбл є наступником попереднього лейбла Three 6 Mafia, Prophet Entertainment, який заснували DJ Paul і Juicy J разом із Ніколасом «Ніком Скарфо» Джексоном у 1991 році. Hypnotize Minds було створено після того, як DJ Paul і Juicy J мали розбіжності з Джексоном, що призвело до того, що Three 6 Mafia та кілька інших виконавців, які раніше були на лейблі Prophet, перейшли на новий імпринт Hypnotize Minds.
Як груповий виступ, Hypnotize Minds має сценічний псевдонім Hypnotize Camp Posse. Лейбл вважається неіснуючим у 2012 році у зв'язку з перервою Three 6 Mafia, з Lil Wyte альбомом «Still Doubted» (випущений 19 червня 2012 року) є останнім релізом лейблу.

## Видатні артисти
- DJ Paul (1997—2012) співвласник
- Juicy J (1997—2012) співвласник
- Lord Infamous (1997—2005)
- Koopsta Knicca (1997—2000)
- Crunchy Black (1997—2006)
- Gangsta Boo (1997—2001)
- Project Pat (1997—2012)
- La Chat (1997—2002)
- Indo G (1997—1998)
- Mr. Del (1998—2000)
- Frayser Boy (2001—2009)
- Lil Wyte (2002—2012)
- Young Buck (2000)